# Temporada 1962-1963 del Liceu
La temporada 1962-1963, Ferruccio Tagliavini s'acomiadava del Liceu amb L'elisir d'amore.
| Temporada 1962-1963 del Liceu |                                |                    |                     | |                         |                            |
| Òpera                         | Compositor                     | Director musical   | Director d'escena   | Papers principals | Producció               | Dates                      |
| Norma                         | Vincenzo Bellini               | Mario Parenti      | Ricardo Moresco     | Leyla Gencer, Fiorenza Cossotto, Bruno Prevedi, Ivo Vinco |                         | 3 de novembre              |
| Otello                        | Giuseppe Verdi                 | Manno Wolf-Ferrari | Domenico Messina    | Nicoletta Panni, Maria Fàbregas, Carlos Guichandut, Dino Dondi |                         | 4 de novembre              |
| Il trovatore                  | Giuseppe Verdi                 | Manno Wolf-Ferrari | Domenico Messina    | Dino Dondi, Shakeh Vartenissian, Fiorenza Cossotto (10, 15, 18 novembre) / Montserrat Aparici (20 novembre), Luigi Ottolini, Ivo Vinco (10, 15, 18 novembre) / Gino Calò (20 novembre), Maria Teresa Casabella, Joan Lloveras, Eduard Soto                               |                         | 10, 15, 18, 20 de novembre |
| L'elisir d'amore              | Gaetano Donizetti              | Mario Parenti      | Ricardo Moresco     | Maria Manni-Jottini, Ferruccio Tagliavini, Remo Iori, Virgilio Carbonari, Mirna Lacambra |                         | 17 al 25 de novembre       |
| Uno sguardo dal ponte         | Renzo Rossellini               | Nino Verchi        | Acly-Carlo Azzolini | Nicola Rossi-Lemeni, Sofia Bandin, Elena Todeschi, Aldo Bottion, Afro Poli, Gino Caló |                         | 24 de novembre             |
| La bohème                     | Giacomo Puccini                | Nino Verchi        | Arsenio Guinta      | Mieta Sighele, Lorenzo Sabatucci, Marco Stecchi, Giovanni Foiani |                         | 29 de novembre             |
| Aida                          | Giuseppe Verdi                 | Nino Verchi        | Arsenio Guinta      | Nathan Boyd, Margaret Tynes, Vera Little, Lawrence Winters, Marcel Achille |                         | 5 de desembre              |
| Una voce in off               | Xavier Montsalvatge            | Rafael Ferrer      | Antonio Chic        | Elena Todeschi, Joan Baptista Daviu, Josep Simorra |                         | 12, 13, 16 de desembre     |
| El giravolt de maig           | Eduard Toldrà                  | Rafael Ferrer      | Antonio Chic        | Francesca Callao, Montserrat Aparici, Joan Baptista Daviu, Miguel Aguerri, Joan Lloveras, Juan José Escoto |                         | 11 de desembre             |
| El gato con botas             | Xavier Montsalvatge            | Rafael Ferrer      | Antonio Chic        | Luisa Velasco, Josep Simorra, Lolita Torrentó, Dídac Monjo, Miguel Aguerri |                         | 11 de desembre             |
| Les noces de Fígaro           | Wolfgang Amadeus Mozart        | Siegfried Meik     | Pau Civil           | Montserrat Caballé, Francesca Callao, Elfego Esparza, John A. Wiles, Nedda Casei, Margarita Brenner, Miquel Aguerri, Fausto Granero, Dídac Monjo, Maria Teresa Casabella / Maisa Marvel, Joan Rico                                                                       |                         | 18 de desembre             |
| Elektra                       | Richard Strauss                | Horst Petruschke   | Joseph Witt         | Elisabeth Schärtel, Gertrude Grob-Prandl, Gladys Spector / Gertraud Hopf, Marcello Di Giovanni, Wolfram Zimmermann, Miquel Aguerri, Bartomeu Bardagí, Rafael Campos, Maya Mayska, Margarita Brenner, Josefina Navarro, Maria Teresa Casabella, Maisa Marvel, Norma Lisio |                         | 20, 23, 25 desembre        |
| Don Quichotte                 | Jules Massenet                 | Oskar Danon        | Mladen Sablic       | Miroslav Čangalović, Ladko Korošec, Breda Kalef | Òpera de Belgrad        | 29 de desembre             |
| Eugeni Onegin                 | Piotr Ilitx Txaikovski         | Oskar Danon        | Anika Radosević     | Breda Kalef, Ana Lipsa, Radmila Bakočević, Melanija Bugarinović, Vladimir Ruždjak, Michele Molese, Djordje Djurdjević, Miguel Aguerri, Dídac Monjo | Òpera de Belgrad        | 30 de desembre             |
| Lohengrin                     | Richard Wagner                 | Erich Riede        |                     | Hildegard Jonas, Thomas O'Leary | Staatsoper de Nuremberg | 10 de gener                |
| Die Walküre                   | Richard Wagner                 | Erich Riede        | Paul Hager          | Hildegard Jonas, Marion Lippert, Elisabeth Scahertel, Fritz Uhl, Thomas O'Leary | Staatsoper de Nuremberg | 13 de gener                |
| Werther                       | Jules Massenet                 | Jesus Etcheverry   | Frans Boerlage      | André Turp, Joan Grillo, Jean Claude Riber, Josep Simorra, Lolita Torrentó |                         | 17, 20 i 26 de gener       |
| Tristan und Isolde            | Richard Wagner                 | Alfred Eykmann     | Peter K. Neitsh     | Marija van der Lugt, Wilhelm Ernest, Ruth Hesse, Franz Anderssonn, Denzo Ernster |                         | 24 de gener                |
| Pelléas et Mélisande          | Claude Debussy                 | Jacques Pernoo     |                     | Denise Duval, Louis Maurin, Henri Gui, André Vessières, Mireille Martin |                         | 7 de febrer                |
| La núvia venuda               | Bedřich Smetana                |                    |                     | |                         |                            |
| Das Dreimäderlhaus            | Franz Schubert, Heinrich Berté | Loris Gavarini     |                     | Gianni Poggi, Franca Duval, Elvio Calderoni, Sandra Bellinari |                         | maig                       |
| Die lustige Witwe             | Franz Lehár                    | Loris Gavarini     | Mario Margaritora   | Carlo Rizzo, Carmen Villani, Gianni Poggi, Franca Duval, Renzo Bassi, Jimmy Tuffanelli, Valerio Meucci, Franco Gilardoni, Mario Margaritora, Genny Giordani, Paolo Menegolli, Maria Soarez, Elvio Calderoni                                                              |                         | 18, 24, 26, 28, 30 maig    |